# Yun Chi-ho
Yun Chi-ho (coreeană 윤치호; n. 26 decembrie 1864 — d. 2 decembrie 1945) a fost un activist, politician și misionar coreean. A contribuit la răspândirea protestantismului în Coreea.
A fost unchiul lui Yun Bo-Seon, al patrulea președinte al Coreei de Sud.

## Publicații
- Jurnalul lui Yun chi-ho (윤치호 일기) (1883 - 1943)
- Yun chi-ho's Scrisoare Colectia(윤치호 서한집)